# Stephanie Storpová
Stephanie Storpová (* 28. listopadu 1968) je bývalá německá atletka, halová mistryně Evropy ve vrhu koulí.

## Sportovní kariéra
Na přelomu 80. a 90. let 20. století patřila do evropské koulařské špičky. Jejím prvním úspěchem byla bronzová medaile z evropského juniorského šampionátu v roce 1985. V následující sezóně vybojovala stříbrnou medaili na mistrovství světa juniorů. V roce 1989 se stala halovou mistryní Evropy ve vrhu koulí. Na halovém mistrovství světa v roce 1993 skončila v soutěži koulařek druhá. Její poslední medailí z mezinárodních startů byla bronzová medaile z mistrovství světa v roce 1997.
Dvakrát startovala na olympiádě, v roce 1992 obsadila v soutěži koulařek sedmé místo, o čtyři roky později šesté místo.